# Ajuga
Chi Cân cốt thảo, chi Cỏ gân cốt hay chi Bi ga (danh pháp khoa học: Ajuga) là một chi thực vật có hoa thân thảo sống một năm hay lâu năm thuộc họ Hoa môi (Lamiaceae).
Phần lớn các loài trong chi này là bản địa châu Âu, châu Á, và châu Phi, nhưng có 2 loài ở đông nam Australia. Chúng cao tới 5–50 cm, với các lá mọc đối.

## Các loài
Chi Ajuga gồm khoảng 70 loài:
1. Ajuga arabica P.H.Davis - Saudi Arabia
2. Ajuga australis R.Br. - Australia
3. Ajuga bombycina Boiss. - Quần đảo Aegean, Thổ Nhĩ Kỳ
4. Ajuga boninsimae Maxim. - Ogasawara-shoto (quần đảo Bonin, Nhật Bản)
5. Ajuga brachystemon Maxim. - Uttarakhand, Nepal, bắc Ấn Độ
6. Ajuga campylantha Diels - Vân Nam
7. Ajuga campylanthoides C.Y.Wu & C.Chen - Tây Tạng, miền trung Trung Quốc
8. Ajuga chamaecistus Ging. ex Benth. - Iran, Aghanistan
9. Ajuga chamaepitys (L.) Schreb. - Trung và Nam Âu, Trung và Tây Nam Á
10. Ajuga chasmophila P.H.Davis - Syria
11. Ajuga ciliata Bunge - Trung Quốc, Triều Tiên, Nhật Bản
12. Ajuga davisiana Kit Tan & Yildiz - Thổ Nhĩ Kỳ
13. Ajuga decaryana Danguy ex R.A.Clement - Madagascar
14. Ajuga decumbens Thunb. - Trung Quốc, Triều Tiên, Nhật Bản, Đài Loan, quần đảo Lưu Cầu
15. Ajuga dictyocarpa Hayata - Trung Quốc, Việt Nam, Đài Loan, quần đảo Lưu Cầu
16. Ajuga fauriei H.Lév. & Vaniot - Triều Tiên
17. Ajuga flaccida Baker - Madagascar
18. Ajuga forrestii Diels - Trung Quốc, Tây Tạng, Nepal
19. Ajuga genevensis L. - Trung và Nam Âu, Kavkaz; tự nhiên hóa tại Bắc Mỹ
20. Ajuga grandiflora Stapf - South Australia
21. Ajuga incisia Maxim - Đảo Honshu (Nhật Bản)
22. Ajuga integrifolia Buch.-Ham. - Trung và Đông Phi, Nam Á (Saudi Arabia, Iran, Ấn Độ, Trung Quốc, Indonesia, v.v.), New Guinea
23. Ajuga iva (L.) Schreb. - Khu vực Địa Trung Hải, từ quần đảo Canary Island và Madeira tới Thổ Nhĩ Kỳ và Palestin
24. Ajuga japonica Miq. - Nhật Bản
25. Ajuga laxmannii (Murray) Benth. - Đông Nam Âu, từ Cộng hòa Séc tới Hy Lạp; Thổ Nhĩ Kỳ, Kavkaz
26. Ajuga leucantha Lukhoba - Uganda, Zaire, Ethiopia
27. Ajuga linearifolia Pamp. - Trung Quốc
28. Ajuga lobata D.Don - Trung Quốc, Nepal, Bhutan, Assam, Myanma
29. Ajuga lupulina Maxim. - Trung Quốc, Nepal, Bhutan, Assam
30. Ajuga macrosperma Wall. ex Benth. - Cân cốt thảo quả to, bi ga hột to. Trung Quốc, Nepal, Bhutan, Assam, bắc và đông Ấn Độ, bắc Đông Dương
31. Ajuga makinoi Nakai - Đảo Honshu (Nhật Bản)
32. Ajuga mollis Gladkova - Krym
33. Ajuga multiflora Bunge - Trung Quốc, Triều Tiên, khu vực Chita của Siberi, Amur, Primorye.
34. Ajuga nipponensis Makino - Cân cốt thảo hoa tím, bi ga Nhật. Trung Quốc, Triều Tiên, Nhật Bản, Việt Nam, Đài Loan
35. Ajuga novoguineensis A.J.Paton & R.J.Johns - New Guinea
36. Ajuga nubigena Diels - Tây Tạng, Tứ Xuyên, Vân Nam
37. Ajuga oblongata M.Bieb. - Iraq, Kavkaz
38. Ajuga oocephala Baker - Madagascar
39. Ajuga ophrydis Burch. ex Benth. - Nam Phi, Swaziland, Lesotho
40. Ajuga orientalis L. - Đông Địa Trung Hải
41. Ajuga ovalifolia Bureau & Franch. - Trung Quốc
42. Ajuga palaestina - Palestine (vùng), Thổ Nhĩ Kỳ[7]
43. Ajuga pantantha Hand.-Mazz. - Vân Nam
44. Ajuga parviflora Benth. - Afghanistan, Pakistan, bắc Ấn Độ, Nepal
45. Ajuga piskoi Degen & Bald. - Albania, Nam Tư
46. Ajuga postii Briq. - Thổ Nhĩ Kỳ
47. Ajuga pygmaea A.Gray - Trung Quốc, Nhật Bản, Đài Loan, quần đảo Lưu Cầu
48. Ajuga pyramidalis L. - Trung và Nam Âu
49. Ajuga relicta P.H.Davis - Thổ Nhĩ Kỳ
50. Ajuga reptans L. - châu Âu, Algeria, Tunisia, Iran, Thổ Nhĩ Kỳ, Kavkaz; tự nhiên hóa tại New Zealand, Bắc Mỹ và Venezuela
51. Ajuga robusta Baker - Madagascar
52. Ajuga salicifolia (L.) Schreb. - Balkan, Krym, Nam Nga, Thổ Nhĩ Kỳ
53. Ajuga saxicola Assadi & Jamzad - Iran
54. Ajuga sciaphila W.W.Sm..- Tây nam Trung Quốc
55. Ajuga shikotanensis Miyabe & Tatew - Nhật Bản, quần đảo Kuril
56. Ajuga sinuata R.Br. - New South Wales
57. Ajuga spectabilis Nakai - Triều Tiên
58. Ajuga taiwanensis Nakai ex Murata - Đài Loan, quần đảo Lưu Cầu, Philippines
59. Ajuga tenorei C.Presl in J.S.Presl & C.B.Presl - Italia
60. Ajuga turkestanica (Regel) Briq. - Tajikistan
61. Ajuga vesiculifera Herder - Kyrgyzstan
62. Ajuga vestita Boiss. - Thổ Nhĩ Kỳ, Iran
63. Ajuga xylorrhiza Kit Tan - Thổ Nhĩ Kỳ
64. Ajuga yesoensis Maxim. ex Franch. & Sav. - Nhật Bản
65. Ajuga zakhoensis Rech.f. - Iraq

## Hình ảnh

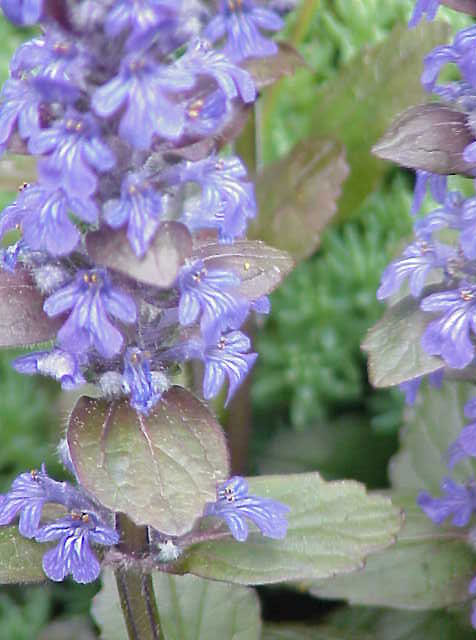
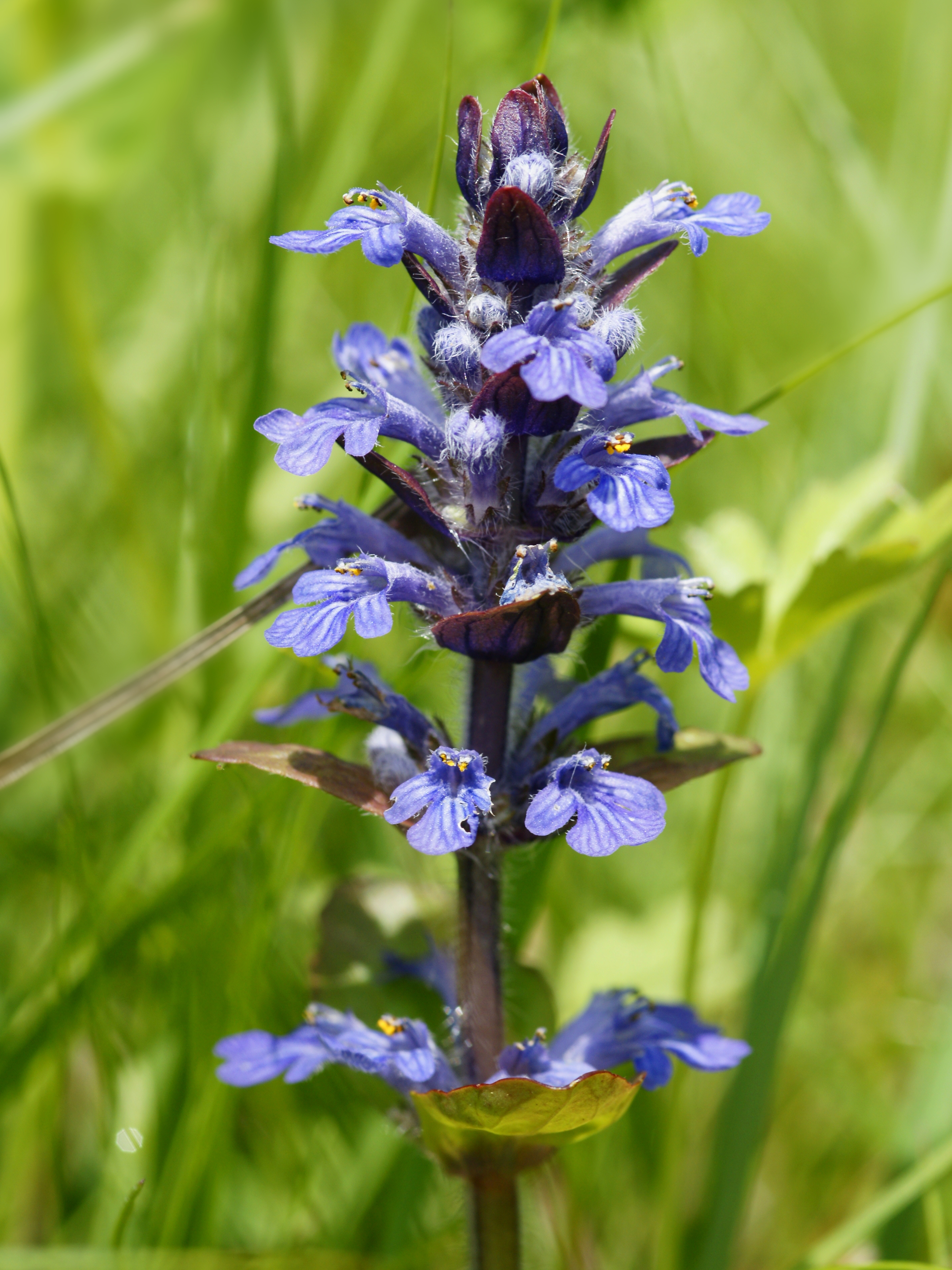
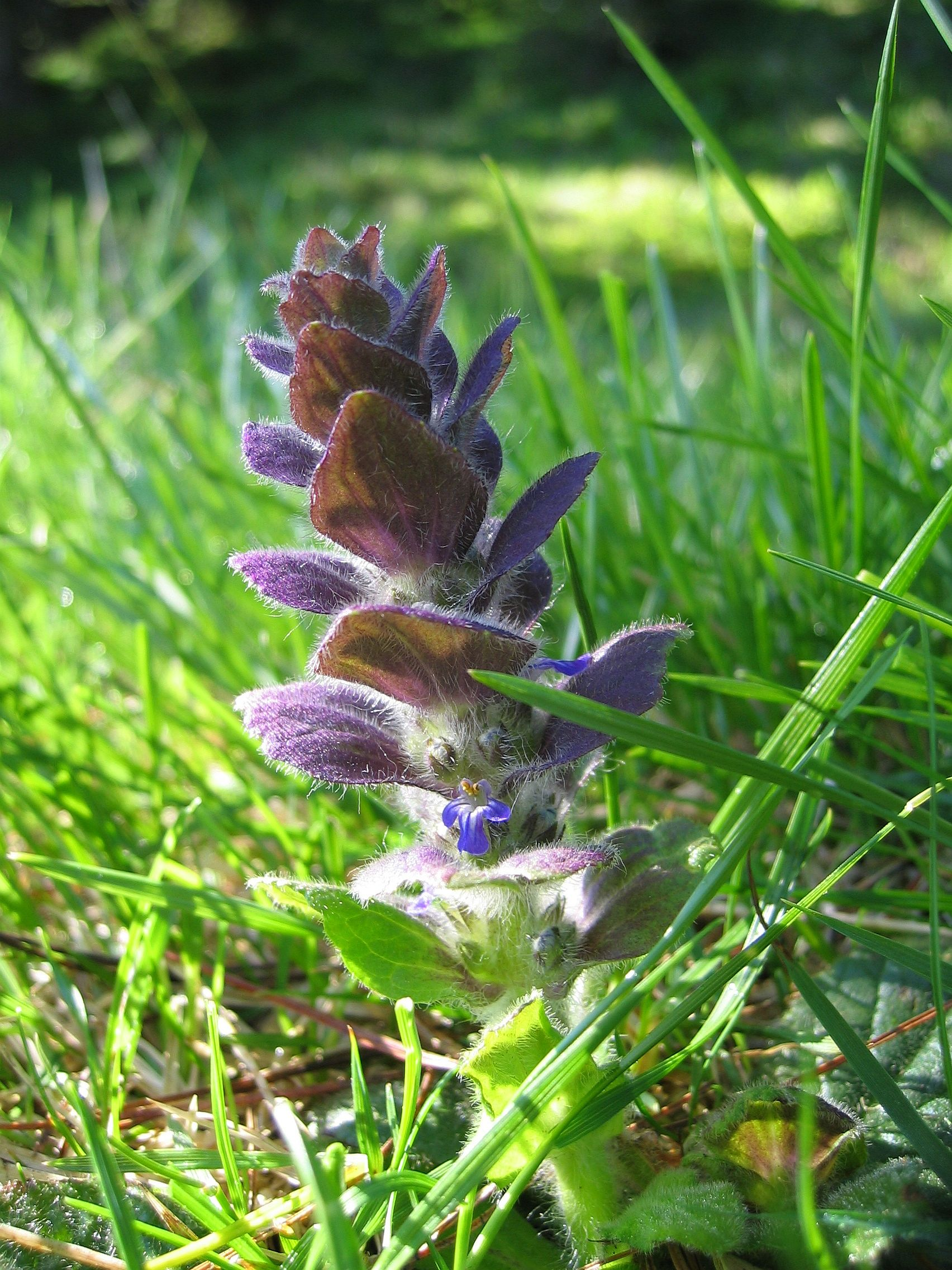
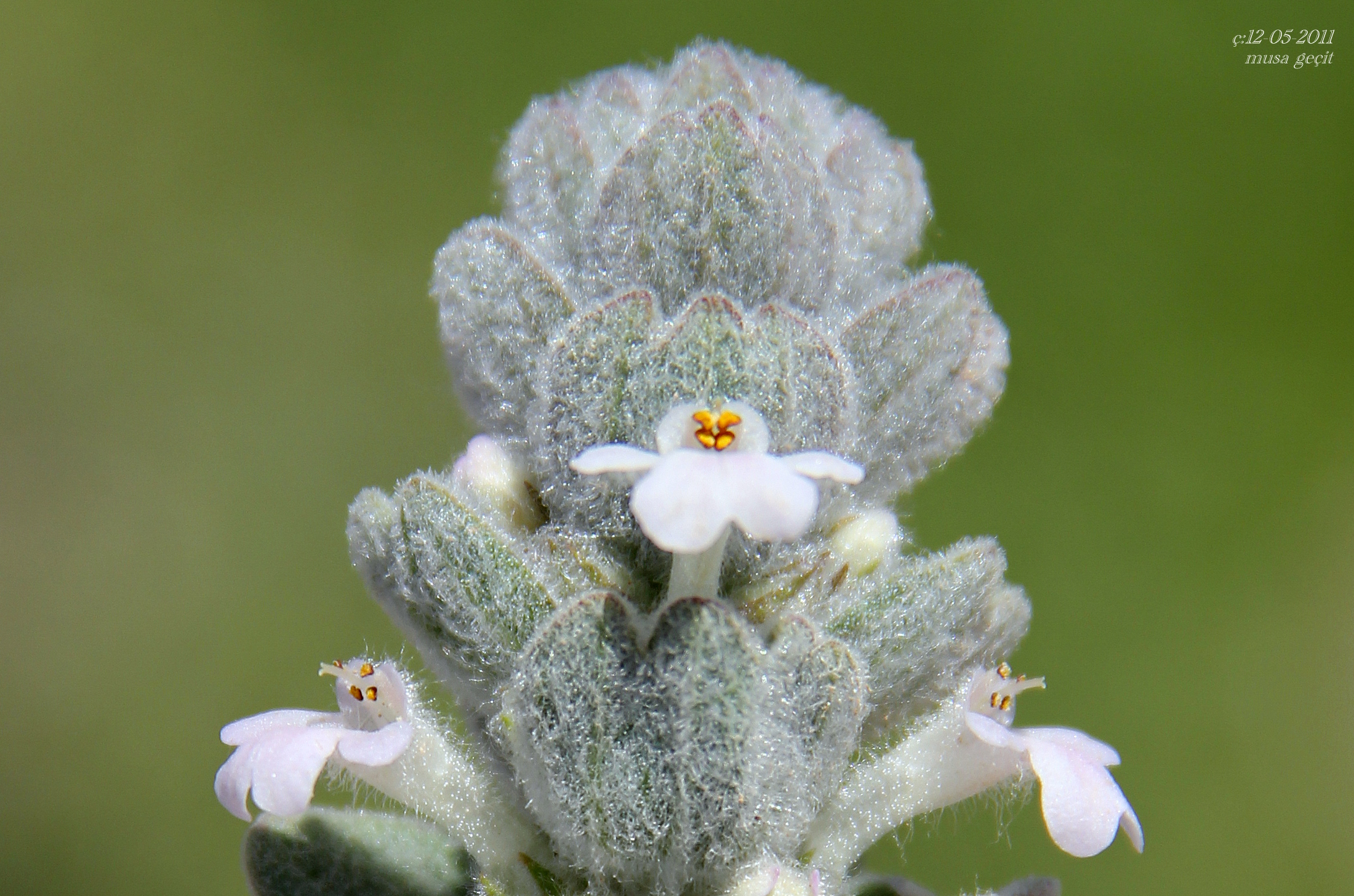
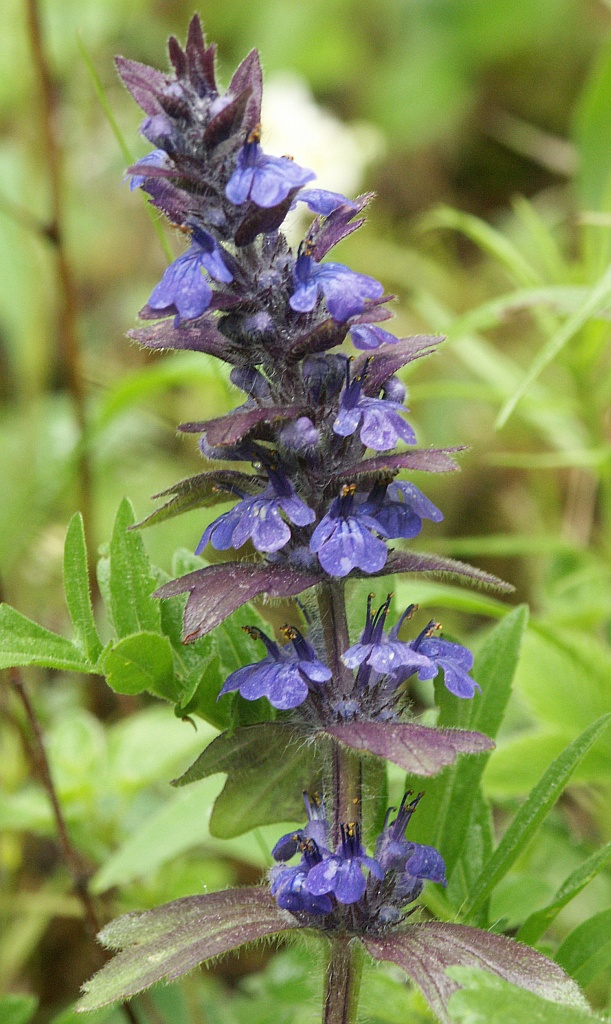
Blue bugle (Ajuga genevensis)
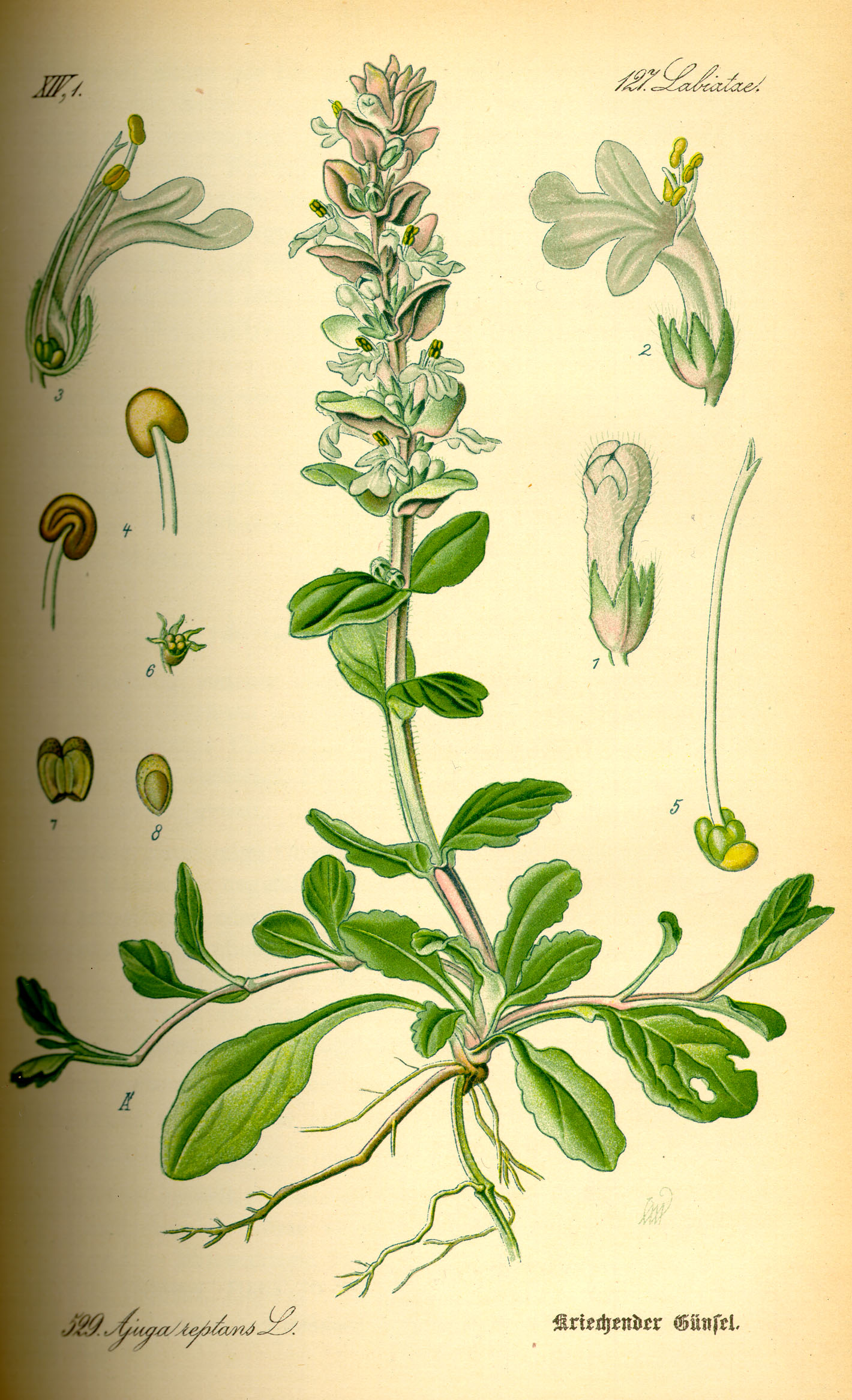
Common bugle from Thomé, Flora von Deutschland, Österreich und der Schweiz, 1885
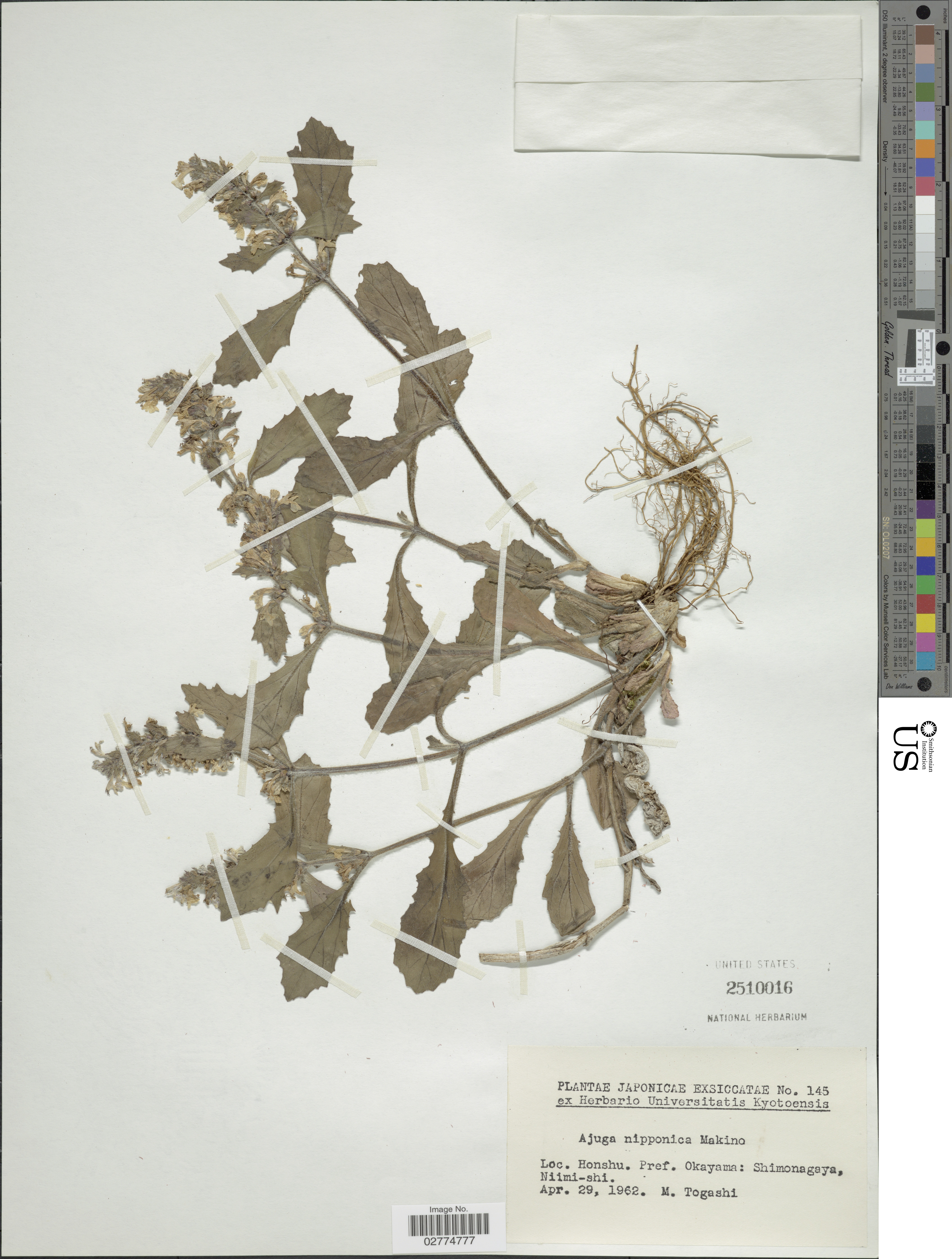
Color specimen of Ajuga nipponica Makino, 1962
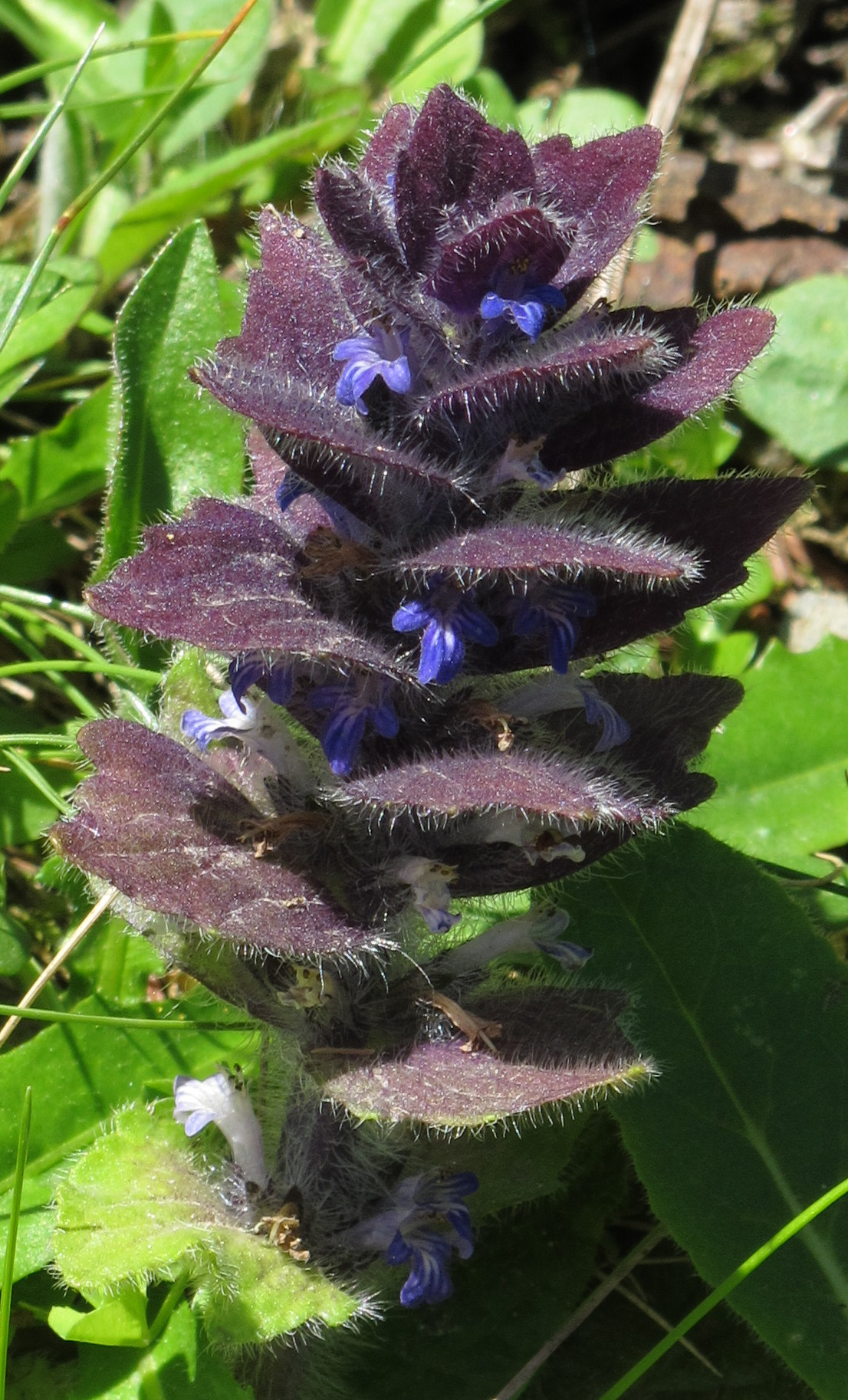
Pyramid bugle (Ajuga pyramidalis)